# 卡姆亞內茨 (烏克蘭)
48°21′20″N 32°38′59″E / 48.35556°N 32.64972°E

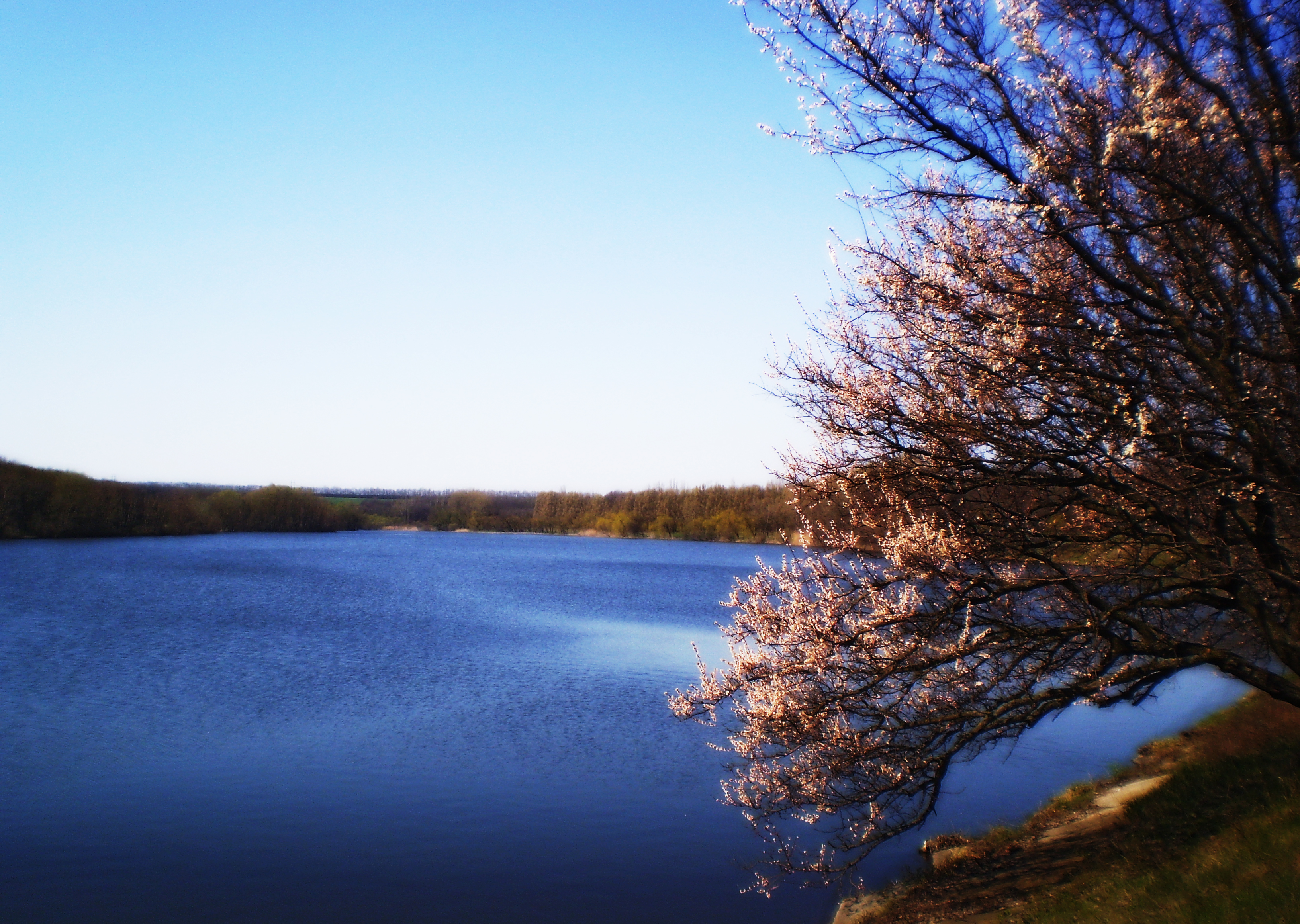
小湖泊

卡姆亞內茨（烏克蘭語：Кам'янець，又譯卡緬涅茨），2024年9月前名为諾夫霍羅德卡（羅馬化：Novhorodka；或按俄语读音譯為諾夫哥羅德卡），是烏克蘭中部基洛夫格勒州克罗皮夫尼茨基区諾夫霍羅德卡市鎮的鎮及其行政中心，曾為原諾夫霍羅德卡區的区府。面積1.2平方公里，2011年人口5,863人，人口密度每平方公里4,886人。
2024年9月19日，乌克兰最高拉达将此镇的名字改至現名。

## 历史
直到2020年7月18日，诺夫霍罗德卡一直是诺夫霍罗德卡区的行政中心。作为乌克兰行政改革的一部分，该区于2020年7月被废除，该改革将基洛沃赫拉德州的区份数量减少到四个。诺夫霍罗德卡区并入克罗皮夫尼茨基区。
直到2024年1月26日，诺夫霍罗德卡被指定为市級鎮。之后取消了市级镇的概念，诺夫霍罗德卡成为一个镇。
2024年9月19日，最高拉达投票决定将诺夫霍罗德卡更名为卡姆亚内茨。

## 外部連結
- Державний комітет статистики України. Чисельність наявного населення України на 1 січня 2011 року, Київ-2011 (doc)